# Monopelopia caraguata
Monopelopia caraguata är en tvåvingeart som beskrevs av Mendes, Marcondes och De Pinho 2003. Monopelopia caraguata ingår i släktet Monopelopia och familjen fjädermyggor. Inga underarter finns listade i Catalogue of Life.